# Symphonium

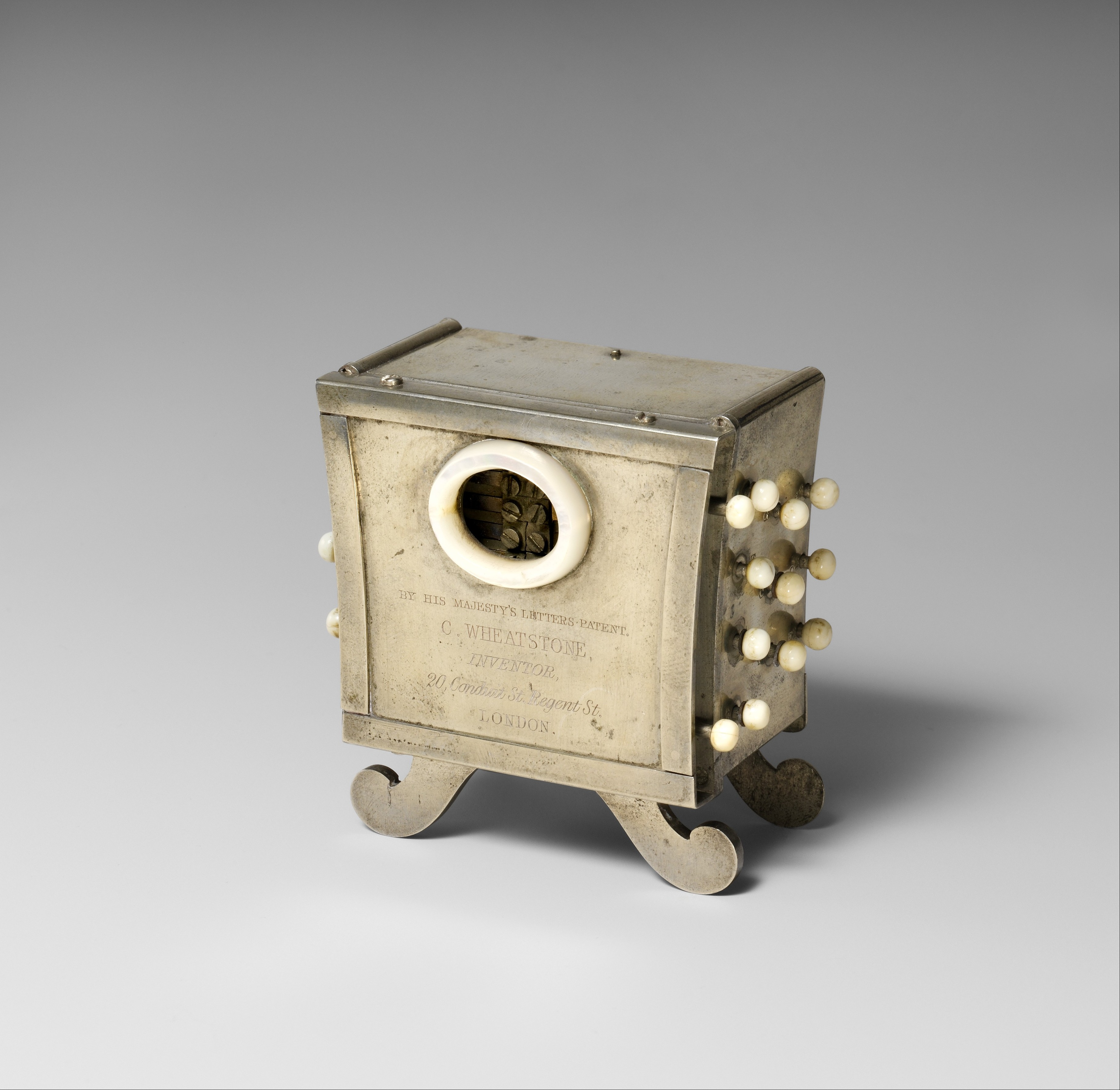
Symphonium: Ausstellungsstück im Metropolitan Museum of Art

Das Symphonium ist ein 1829 von Charles Wheatstone (1802–1875) als Wind Musical Instrument patentiertes Musikinstrument. Es kann als Mundharmonika mit Tasten betrachtet werden und gilt als Vorläufer der 1844 ebenfalls von Wheatstone patentierten, englischen Konzertina, bei der die Luft aber durch einen Blasebalg produziert wird. Etwas spätere Modelle des Symphoniums hatten bereits die gleiche Tastenanordnung wie die Concertina.

## Rahmenbedingung
Charles Wheatstone war Teil der wohlhabenden Gesellschaft von London. Zum Professor wurde er erst durch seine Erfindungen. Er war Autodidakt und sehr menschenscheu. Charles Wheatstones Firma produzierte bereits im Jahre 1828 Aeolinen (Mundharmonikas ohne Kanzellen). Charles Wheatstone war in erster Linie Erfinder und Forscher, die Ausführung oblag bereits damals fähigen Handwerkern. Charles Wheatstone und sein Bruder William Wheatstone hatten kurz vorher (1823) die Firma ihres Onkels übernommen, nachdem dieser unerwartet früh verstorben war. Bei der Übernahme der Firma im Jahre 1823, waren Charles 21 und William ungefähr 18 Jahre alt. Charles Wheatstone hatte bei seinem Onkel eine Lehre begonnen, die er nie beendete, da er handwerklich zu unbegabt war. Er befasste sich lieber mit Büchern und neuen Erfindungen aus Frankreich, indem er sich mit seinem Taschengeld Schriften kaufte und anschließend Versuche durchführte. Ihn interessierten zu dieser Zeit besonders die akustischen Gesetze. Dies führte dazu, dass er eine Schrift verfasste, in der er die grundlegenden harmonischen Zusammenhänge erklärte. Wohl ausgehend von diesen Gesetzmäßigkeiten leitete er auch die Tastenanordnung des späteren Symphoniums und der Concertina ab. Das Symphonium wurde als Verbesserung der Aeoline mit Tasten bezeichnet, die zu dieser Zeit bereits aus deutscher Produktion in London angeboten wurde. Eine Spielanleitung für ein solches Instrument, die in englischer Sprache herausgegeben wurde, berichtet davon.

## Beschreibung

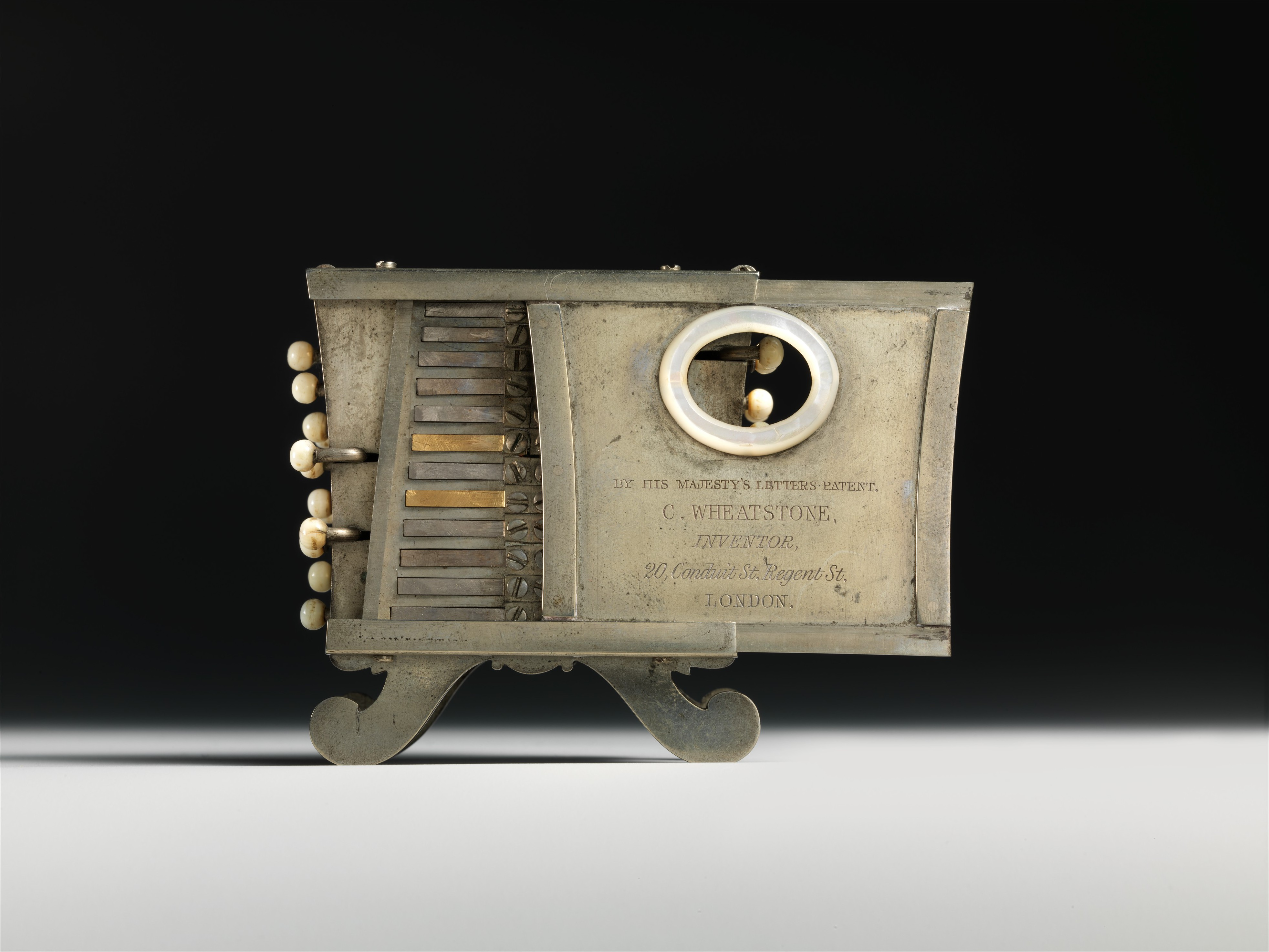
Symphonium mit geöffnetem Deckel

Das Symphonium war eine kleine Metallbox mit einem ovalen Mundstück. 
Die Zeichnung des Patents zeigt 16 Tasten, die diatonisch angeordnet waren, mit einem zusätzlichen tiefen Ton. Die Töne reichten über zwei Oktaven. Etwas spätere Modelle hatten bereits  Halbtöne nach dem neuen System. 
Die Tasten waren an beiden Seiten der Box angeordnet. Die Weiterentwicklung führte letztlich zur englischen Konzertina. Die Zungen der Stimmplatten waren aus Gold oder Silber. Charles Wheatstone experimentierte mit verschiedenen Legierungen für die Zungen, was wiederum anderen Instrumentenbauern zugutekam.  Letztlich verwendete er aber Stahlzungen in den Konzertinas.